# Монарх флореський
Монарх флореський (Symposiachrus sacerdotum) — вид горобцеподібних птахів родини монархових (Monarchidae). Ендемік Індонезії.

## Опис
Довжина птаха становить 15,5 см. Верхня частина тіла темно-сіра, крила і хвіст темніші, на хвості білі пера. Обличчя, лоб і горло чорні, нижня частина тіла біла.

## Поширення і екологія
Флореські монархи є ендеміками острова Флорес. Вони живуть в рівнинних тропічних лісах на заході острова, на висоті від 350 до 1000 м над рівнем моря.

## Збереження
МСОП класифікує цей вид як такий, що знаходиться під загрозою зникнення. За оцінками дослідників, популяція флореських монархів становить від 3750 до 150000 птахів. Їм загрожує знищення природного середовища.